# Montreal Standard
Le Montreal Standard, plus tard connu sous le nom de The Standard, était un journal hebdomadaire illustré national publié à Montréal, Québec. Fondé par Hugh Graham, le journal a opéré de 1905 à 1951.

## Historique
Fondé en 1905 le journal hebdomadaire publié uniquement le samedi s'inspire de l'hebdomadaire The Illustrated London News, un format qui se révèle efficace durant la Première et la Seconde Guerre mondiale. Avec le temps, The Standard a réduit sa taille de grand format à format tabloïd, et devient un hebdomadaire de chroniques, de bandes dessinées, de recettes, d'articles de fiction et des nouvelles illustrées.
En 1925, Hugh Graham a vend le journal, ainsi que d'autres médias dont il est propriétaire, y compris le Montreal Star, à John Wilson McConnell. The Standard est alors disponible en supplément week-end gratuit du Montreal Star et à l'échelle nationale par abonnement. En 1947, The Standard courtise le caricaturiste Jimmy Frise (en) du Star Weekly (en), mais comme le Star Weekly conserve les droits sur le nom de la bande dessinée Birdseye Center de Frise, elle est rebaptisée Juniper Junction.
En 1951, The Standard change pour un format magazine et relancé sous le nom Weekend Picture Magazine (et plus tard Week-end (en)) distribué à travers le Canada comme un supplément de fin de semaine dans les journaux locaux.
Parmi les contributeurs notables du journal, on compte Mavis Gallant journaliste en fonction de 1944 à 1950, Lawrence Earl (en) correspondant durant la Seconde Guerre mondiale et Conrad Poirier pionnier du photojournalisme au Québec. On peut consulter le fonds Conrad Poirier à Bibliothèque et Archives nationales du Québec.